# Symfoni nr 2 (L Mozart)
Symfoni No. 2 i B-dur. K.17. Komponerad av Leopold Mozart.
Mozarts andra symfoni trodde man tidigare var skriven av Wolfgang, men man har nu attribuerat den till hans far Leopold.
Symfonin är satt för 2 oboer, 2 horn, stråkar och cembalo, den är i fyra satser och är relativt enkelt utförd.
1. Allegro
2. Andante
3. Menuett I & II
4. Presto